# Артамонов, Иван Филиппович
Ива́н Фили́ппович Артамо́нов (7 марта 1918 года — 5 января 1944 года) — участник Великой Отечественной войны, командир батальона 25-го гвардейского стрелкового полка 6-й гвардейской стрелковой дивизии 60-й армии Центрального фронта, Герой Советского Союза (1943), гвардии лейтенант.

## Биография
Родился 7 марта 1918 года в селе Староживотинное (ныне — в Рамонском районе Воронежской области) в семье крестьянина. Русский. Член ВКП(б) с 1941 года. Образование среднее. По окончании учительских курсов работал учителем в городе Острогожск Воронежской области.

## В Красной Армии
В Красной Армии с 1940 года. В 1941 году окончил полковую школу. Участник Великой Отечественной войны с июня 1941 года.
Командир батальона 25-го гвардейского стрелкового полка (6-я гвардейская стрелковая дивизия, 60-я армия, Центральный фронт) гвардии лейтенант Иван Артамонов отличился в сентябре 1943 года. Во главе подразделения первым в корпусе переправился через Десну и с помощью партизан построил переправу. Затем его батальон успешно форсировал Днепр и, несмотря на многочисленные контратаки противника, удержал захваченный плацдарм.
Указом Президиума Верховного Совета СССР от 16 октября 1943 года за мужество и отвагу, проявленные при форсировании рек Десны и Днепра, гвардии лейтенанту Артамонову Ивану Филипповичу присвоено звание Героя Советского Союза с вручением ордена Ленина и медали «Золотая Звезда».
Во время тяжёлого боя в конце декабря 1943 года Артамонов был тяжело ранен и 5 января 1944 года скончался в хирургическом полевом подвижном госпитале № 2408. Похоронен в братской могиле в селе Базар Житомирской области.

## Награды
- Медаль «Золотая Звезда» Героя Советского Союза (16.10.1943)
- Орден Ленина (16.10.1943)
- Орден Красного Знамени (01.10.1943)
- Медаль «За боевые заслуги» (22.07.1943)

## Память
- Похоронен в селе Базар Народичского района Житомирской области (Украина).

- Именем Героя названы улица и школа № 36 в городе Воронеже. У здания школы сооружён памятник.

Мемориальная доска

- Мемориальная доскаОбелиск и мемориальная доска установлены у школы в посёлке Отрожка Железнодорожного района Воронежа. Мемориальная доска также находится на доме 38 по улице Артамонова. В 2015 году старая доска была демонтирована членами правления ТСЖ Сахалинец по просьбе городской управы для реставрации. Однако, благодаря спонсору, на место вернулась новая доска с портретом героя.

Памятный знак

- Памятный знакВ 2017 году в новом ЖК по улице Артамонова установлен памятный знак в честь И. Ф. Артамонова. В вечернее и ночное время знак подсвечивается.